# Gay.it
Gay.it è una delle più rilevanti realtà imprenditoriali del mercato gay italiano. Nel suo network compaiono l'omonimo sito internet attivo dal 1997, una community di utenti ed una agenzia di comunicazione specializzata sul mercato gay.

## Storia
Gay.it viene registrato come nome di dominio nel 1997 e in breve diventa di riferimento nazionale,  con una affollata chat, grazie ad un accordo tecnologico che viene stretto con il sito statunitense Gay.com.
Nel 2000 Planetout, la società di San Francisco quotata al NASDAQ che gestisce il sito Gay.com e Matrix S.p.A., la società del gruppo Seat Pagine Gialle editrice del portale Virgilio.it, entrano in quota di minoranza con la società dei fondatori, capitalizzandola per due miliardi di lire e trasformandola in S.p.A.: nasce così la prima società per azioni dedicata all'informazione ed all'editoria dedicata alle persone gay in Italia e, di fatto, il primo rilevante investimento in questo settore.
Nel 2003 la quota di azioni di proprietà di Matrix S.p.A., a seguito di rilevanti modifiche nel gruppo Seat Pagine Gialle, viene ceduta alla società Planetout Inc..
Nel 2005 i soci fondatori deliberano un aumento di capitale di Gay.it S.p.A. che non viene sottoscritto dai soci statunitensi: è così che poco dopo una quota di azioni viene ceduta alla società editrice del canale satellitare GAY.tv.
Nel 2006 raggiunge i 650.000 euro di fatturato.
Nel settembre 2007 Gay.it acquisisce una quota societaria del free press gay Clubbing (successivamente chiuso) e dal 2010 al 2013 i diritti del concorso nazionale Mister Gay Italia.
In seguito ad una ristrutturazione aziendale, Gay.it viene acquisito nel corso del 2015 dalla società Com.ma S.r.l.

## La redazione giornalistica
Negli anni, Gay.it è balzata più volte agli onori delle cronache: per ricerche, denominate Goletta gay, sulla vivibilità delle città italiane da parte di gay e lesbiche, per inchieste sui ripetuti rifiuti dell'ISTAT di censire le coppie LGBT, sulla presenza di omosessuali nella Chiesa cattolica,per denunzie di discriminazioni ed episodi di omofobia con raccolte di firme e petizioni, per numerosi sondaggi condotti online tra i visitatori, per aver ospitato, nel corso della campagna elettorale 2000, dei banner di Forza Italia - episodio in cui Gay.it entrò in conflitto con larga parte del movimento gay - e per la capacità di aver attratto negli anni grandi investitori pubblicitari sul mercato gay, svolgendo un ruolo che in altri paesi hanno prevalentemente svolto le riviste di carta stampata. Nel gennaio 2015, nel pieno del dibattito sulle unioni civili, Gay.it entra nell'occhio del ciclone per aver pubblicato l'elenco dei senatori del Partito Democratico contrari all'adozione del figlio del partner, suscitando vibranti proteste da parte di questi ultimi ma anche molti attestati di solidarietà.
In seguito all'impegno di Alessio De Giorgi, storico direttore e tra i fondatori del sito, nello staff di comunicazione del Partito Democratico proprio nei giorni dell'approvazione della legge sulle Unioni Civili in Italia (maggio 2016), da Giugno 2016 viene nominato direttore Giuliano Federico.
A gennaio 2017 Federico lascia l'incarico, ed i contenuti vengono redatti da un pool di giovani redattori tra cui si distinguono Federico Boni e Jonathan Bazzi, in seguito divenuto uno stimato scrittore italiano, autore del libro Febbre, candidato al Premio Strega nel 2019, e che fino a quello stesso anno ha collaborato con la redazione giornalistica di Gay.it. Tra il 2019 e il 2021 Federico Boni ha condotto la redazione con la direzione vacante; nel 2021 il ritorno di Giuliano Federico come direttore.

## Gay.it oggi
Gay.it oggi mantiene gran parte dei servizi forniti sin dalla sua fondazione, con sezioni di:
- notizie, che vengono aggiornate quotidianamente;
- articoli di approfondimento, cinema, lifestyle, interviste;
- esperti (avvocati, psicologi, medici, infettivologhi) online, che rispondono alle domande dei lettori;
- forum, blog e annunci economici;
- guida gay e lesbica d'Italia.

Il modello di business di Gay.it si può dividere in raccolta pubblicitaria di grandi aziende italiane interessate al cosiddetto mercato gay, inserzioni legate al mondo della guida gay (gay bar, hotel, ristoranti e servizi gay-friendly) ed infine nei servizi a valore aggiunto offerti ai visitatori.
Negli anni Gay.it ha infatti dato vita ad una serie di società o brand correlati:
- COM.MA, la prima agenzia di comunicazione in Italia dedicata al mercato gay;
- Cleptomania, sito di e-commerce che vuole rispondere ai gusti dei visitatori del network (chiuso nel 2011);
- una community gay, Me2.it, con un servizio di messaggistica interno e una chat (chiuso nel 2017)
- Out Travel, tour operator e agenzia di viaggio specializzato nel cosiddetto turismo LGBT (chiuso nel 2012).

Gay.it oggi fornisce anche consulenza ad aziende, organizzazioni ed istituzioni per attività di comunicazione legate a diversity e inclusion.

## Numeri
Secondo le rilevazioni del sito Similarweb, nel dicembre 2015 la sezione di news del network di Gay.it ha raggiunto quasi 300.000 visitatori mensili, in larga prevalenza italiani.
La community interna conta, secondo quanto riferito dalla stessa società, iscritti in larga parte di sesso maschile.
In seguito ad un profondo restyling grafico e di contenuto avvenuto nel 2016 negli ultimi anni c'è stata una nuova crescita di utenti.
A dicembre 2016, sempre sullo stesso servizio di rilevazione indipendente Similarweb.org, verificati con il collegamento all'account Google Analytics del sito, le visite sono state 750.000, con circa 500.000 utenti.
A maggio 2017 i visitatori unici sono saliti a 600.000, con 850.000 visite.